# Georges Fessy
Georges Fessy, né en 1937 à Lyon, est un photographe professionnel français, spécialisé dans la photographie d'architecture.

## Biographie
Georges Fessy étudie à l’École des textiles et commence à travailler pendant sept ans en usine comme mécanicien dans l’industrie textile des grandes soieries lyonnaises. Autodidacte, il consacre tout son temps libre à la photographie. En 1972, il débute dans la photographie industrielle, publicitaire, de mode, d’objets d’art en ouvrant un studio à Paris rue du Faubourg-Saint-Antoine. 
En 1984, il photographie pendant quatorze mois la Saline royale d'Arc-et-Senans. Ce travail marquera le début de son travail sur le patrimoine monumental, l’architecture et les architectes.
Il publie des monographies consacrées au patrimoine et aux bâtiments de Jean Nouvel, Henri Gaudin, Dominique Perrault, Odile Decq, Christian Hauvette, Claude Vasconi, Christian de Portzamparc et sera consacré en 2001 par une commande pour l’exposition Jean Nouvel au Centre Georges Pompidou.

## Publications
- Georges Fessy et la photographie, dirigé par Frédéric K. Panni et Hugues Fontaine ; textes de Richard Edwards et de Jean-François Pousse ; entretien avec Georges Fessy. 96 pages, 70 ill., relié. Éditions du Familistère, 2019.
- Patrimoine industriel, avec Emmanuel de Roux, éditions Scala, 2007  (ISBN 2866564065)
- Patrimoine ferroviaire, avec Emmanuel de Roux et Claudine Cartier, éditions Scala, 2007  (ISBN 2866563948)
- François Dallemagne et Georges Fessy, Les défenses de Lyon, Éditions Lyonnaises d'Art et d'Histoire, 2006 (ISBN 2-84147-177-2).
- Patrimoine militaire, avec François Dallemagne et Jean Mouly, éditions Scala, 2002  (ISBN 2866562933)
- Chantilly, avec Jean Pierre Babelon, éditions Scala, 1999  (ISBN 2866562038)
- Paris des écrivains, avec Laure Murat, éditions du Chêne, 1996  (ISBN 2851089099)
- Palais de la nation, phot. de Georges Fessy, Paris, Éditions Flammarion, 1992, 256 p.  (ISBN 978-2-08-201847-0)
- Georges Fessy, Jean Nouvel et Hubert Tonka, Institut du monde arabe : Une architecture de Jean Nouvel, Gilbert Lezénés, Pierre Soria, Architecture studio, Seyssel, Champ Vallon, coll. « État d'architecture », 1988, 69 p. (ISBN 2-87673-003-0)

## Expositions
- 2019 : Rétrospective de photographies de Georges Fessy, au Familistère de Guise.
- 2020 : George Fessy et la photographie, à la Saline royale d'Arc-et-Senans, du 15 février au 3 mai 2020[3].

## Vidéo
- Georges Fessy, photographe. Au-delà des apparences, film de Pierre-Jean Amar, 33 min. 2012.

- Autour de Georges Fessy, captation de la conférence prononcée le 10 mai 2017 à la Cité de l’architecture et du patrimoine, Paris.